# Gennady Grushevoy
Gennady Grushevoy (tiếng Belarus: Генадзь Грушавы, Hienadź Hrušavy) là giáo sư triết học ở Đại học quốc gia Belarus từ năm 1973. Ông được bầu làm nghị sĩ trong Nghị viện Belarus năm 1990 và làm Chủ tịch Ban "Các trẻ em Chernobyl" (Children of Chernobyl) từ khi thành lập năm 1989.
Gennady Grushevoy đã được trao Giải tưởng niệm Thorolf Rafto năm 1999.